# Meitar
Meitar (en hébreu : מיתר) - en français : cordage - est une localité israélienne située au nord-est de Beer-Sheva. 
Meitar dispose d'un conseil local , au sein du district sud d'Israël. La localité est située sur la route 60 reliant Beer-Sheva à Jérusalem, à l'extrême sud du mont Hébron et en bordure de la forêt Yatir.
Le logo de la ville est représenté par un cordage, de type de ceux utilisés pour la fixation de tentes. 
Meitar est l'une des villes satellites de Beer-Sheva, avec Leavim et Omer, toutes trois majoritairement juives ainsi qu'avec Rahat, Tel Sheva et Lakiya, à majorité musulmanes.

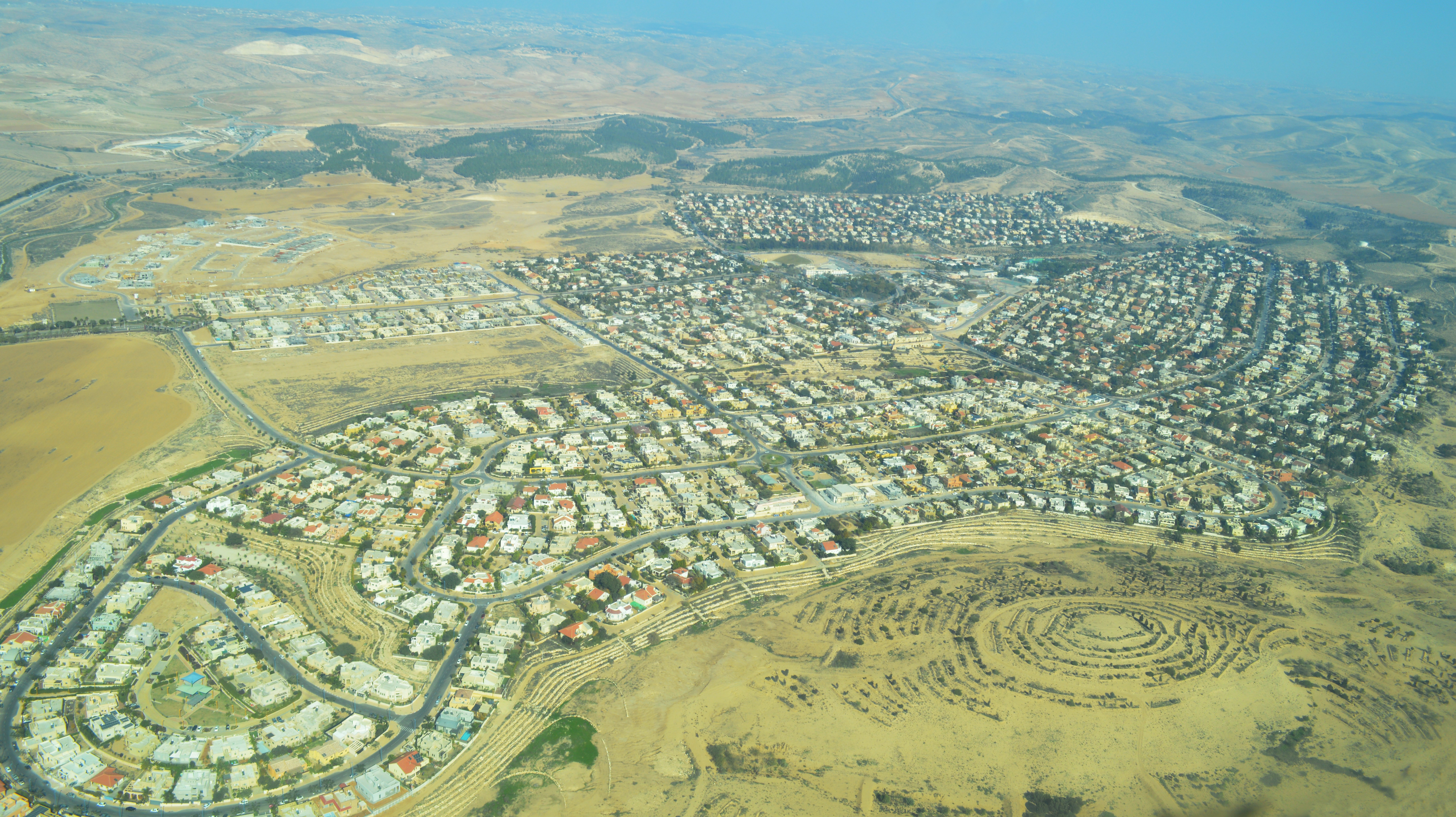
Vue aérienne de Meitar

## Démographie
Selon le Bureau central des statistiques israélien, Meitar comptait 7 200 habitants à la fin de 2008 et présente un accroissement naturel de 2 % par an.
Suivant l'échelle de classement socio-économique Israélienne, la ville reçoit la note de 9/10.
Pour l'année 2006, le salaire moyen des habitants de la ville est de 9971 shekels (moyenne nationale : 7466).
La répartition de la population par tranche d'âge (en 2006) était la suivante : 
- 0-4 ans = 7,6 %
- 5-9 ans = 9,1 %
- 10-14 ans = 10,2 %
- 15-19 ans = 9,2 %
- 20-29 ans = 14,9 %
- 30-44 ans = 19,4 %
- 45-59 ans = 19,6 %
- 60-64 ans = 4,1 %
- + de 65 ans = 6 %

## Architecture et urbanisme
La ville d'une superficie de 16,7 km2 environ est constituée de quatre quartiers :
1. Tsfoni (en hébreu : צפוני) = Nord
2. Dromi (en hébreu : דרומי) = Sud
3. Rabin (en hébreu : רבין) du nom de l'ancien premier ministre israélien Yitzhak Rabin
4. Kalaniot(en hébreu : כלניות) = Les Anémones

Au centre de cette petite ville, se trouvent les locaux de la municipalité, les différents équipements sportifs, plusieurs piscines, une bibliothèque municipale, un centre commercial et les écoles.
Les habitations sont exclusivement des maisons individuelles, construites sur des terrains de 500 à 750 m2.

## Jumelage
- Le Chambon-sur-Lignon (France) depuis le 9 novembre 2006[2]

La ville de Chambon-sur-Lignon est située proche de Lyon, qui est elle-même jumelée avec Beer-Sheva.

## Politique
Depuis les élections municipales de novembre 2008, le maire se nomme Avner Ben Guira. Il succède à Salomon Cohen.
Le conseil local de Meitar compte 9 membres.

## Transports Publics
Meitar est desservi par les bus de la société  Metropoline lignes 26, 27, et 28, ainsi que par les bus d' Egged des lignes 51 et 61. 
Les stations de train les plus proches sont celles de Leavim-Rahat ou de Beer-Sheva Université.